# Synagoga w Mariampolu
Synagoga w Mariampolu (lit. Marijampolės sinagoga) – synagoga znajdująca się w Mariampolu przy ul. P.Butlerienės 5. 
W 1894 roku ulica, przy której stoi synagoga została zniszczona przez pożar. Podczas odbudowy pozostawiono miejsce na wybudowanie w mieście nowej synagogi. Projekt synagogi sporządził w 1899 roku miejski architekt Valerijus Rybarskis, synagoga została wybudowana najprawdopodobniej w następnym roku. Była to synagoga zimowa, ogrzewana. 
Synagoga została wybudowana w stylu eklektycznym. Posiada dwa piętra oraz piwnicę, jest murowana, otynkowana i nakryta dachem dwuspadowym. Oryginalne elementy wnętrza synagogi nie zachowały się. Główna sala modlitewna mieściła się od strony placu, bima znajdowała się w jej centrum. 
Budynek pełnił funkcję religijną do II wojny światowej i Zagłady Żydów. Po wojnie władze radzieckie urządziły w budynku magazyn oraz sklep warzywny. W 1985 roku budynek wyremontowano i stał się siedzibą domu inżynierów. W latach 90. XX wieku w budynku mieściło się centrum edukacyjne, a od 2014 roku jest siedzibą galerii sztuki. 